# Rueda delantera (ferrocarril)

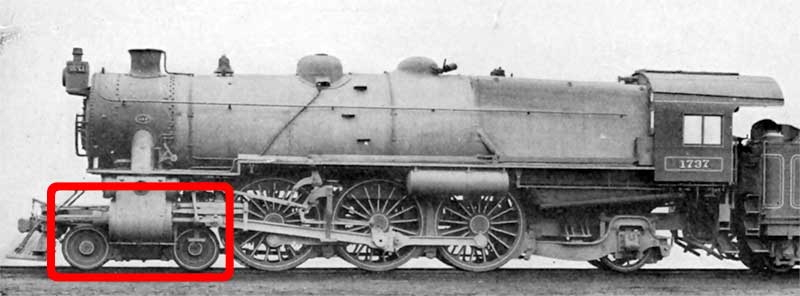
Las ruedas delanteras (recuadradas) de una locomotora de vapor 4-6-2

En una locomotora de vapor, se denomina rueda (o eje) delantero a un juego de ruedas sin tracción ubicado por delante de las ruedas motrices. El eje, o los ejes, de las ruedas delanteras se encuentran normalmente en un bogie. Se utilizan para facilitar la inscripción de la locomotora en las curvas y para soportar la parte delantera de la caldera. Esto último permite desplazar una parte importante del peso de la máquina hacia adelante, reduciendo la tendencia a levantar la parte delantera de la máquina cuando se aplica el máximo esfuerzo de tracción en el arranque, mejorando ostensiblemente la capacidad tractora efectiva de una locomotora.

## Características
Es importante destacar que el bogie principal no tiene tan solo un movimiento de rotación simple alrededor de un pivote vertical, como podría pensarse a primera vista. También debe ser libre de deslizarse lateralmente en cierta medida (de lo contrario, la locomotora no puede seguir las curvas con precisión), por lo que normalmente se incluye algún tipo de mecanismo de resorte para controlar este movimiento y darle una tendencia a volver al centro. 
El bogie deslizante de este tipo fue patentado por William Adams en 1865. El primer uso de ruedas delante de las de tracción en una locomotora se atribuye comúnmente a John B. Jervis, quien las empleó en su diseño de 1832 para una locomotora con cuatro ruedas delanteras y dos ruedas motrices (un tipo que se conoció como Jervis). En el sistema Whyte de describir la disposición de ruedas de una locomotora, su máquina se clasificaría como 4-2-0, es decir, tenía cuatro ruedas delanteras, dos ruedas motrices y ninguna rueda trasera. En el sistema de clasificación UIC, en el que se cuentan ejes en lugar de ruedas y se usan letras para denotar ejes motrices, la Jervis se clasificaría como 2A. 
Las locomotoras de vapor sin bogie delantero generalmente se consideraban inadecuadas para su uso a alta velocidad. La Inspección Ferroviaria Británica prohibió su uso en 1895, tras un accidente que involucró a dos máquinas 0-4-4 en Doublebois, Cornwall, en el Great Western Railway. Otros diseñadores, sin embargo, persistieron con la práctica y el famoso expreso de pasajeros 0-4-2 Gladstone del Ferrocarril de Londres, Brighton y la Costa Sur permaneció en servicio sin problemas hasta 1933. Un solo eje delantero (conocido como bogie Bissell) aumenta un poco la estabilidad, mientras que un bogie delantero de cuatro ruedas es casi esencial para la operación a alta velocidad. 
El mayor número de ruedas principales en una sola locomotora es seis, como se ve en el tipo Crampton 6-2-0 y en la locomotora dúplex 6-4-4-6 del Ferrocarril de Pensilvania y la de la turbina de vapor 6-8-6 S2. Los bogies delanteros de seis ruedas no fueron muy usuales. Los bogies de tipo Crampton se construyeron desde la década de 1840, pero no fue hasta 1939 cuando el PRR usó uno en la clase S1. 